# Sportsmanagement
Sportsmanagement er et samfundsvidenskabeligt uddannelsesområde samt en praksis, hvori der bygges bro mellem sport og business. 
Undervisningen på sportsmanagementuddannelser omfatter specifikke områder af forretningsdrift indenfor sportssektoren, f.eks. ledelse af frivillige, sponsorering, kontraktvilkår og finansielle rammebetingelser for idrætten.
Eksempler på job indenfor sportsmanagement i Danmark inkluderer administrative og kommercielle positioner i professionel fodbold, håndbold og ishockey, i specialforbund som DBU og i golfbranchen. Ligeledes er projektansættelser i de kommunale kultur-, sundheds- og fritidsafdelinger, eventkoordinering og -planlægning i bredde- og eliteidrætten, varetagelse af aktiviteter i kultur- og fritidscentre eksempler på sportsmanagementjob.